# Église Saint-Symphorien d'Azay-le-Rideau
Pour les articles homonymes, voir Église Saint-Symphorien.
L'église Saint-Symphorien est une église catholique située à Azay-le-Rideau, en France.

## Localisation
L'église est située sur la rive droite de l'Indre. Elle est orientée, le chœur tourné vers l'est, le portail d'entrée est à l'ouest face aux halles.  L'agglomération d'Azay-le-Rideau l'entoure à l'ouest, au nord et à l'est. 

## Histoire
Selon une charte de l’abbaye bénédictine de Cormery, datée entre 1026 et 1037, Geoffroy, fils d'Amaric du château de l’Isle (Bouchard), avait à Azay une église consacrée au bienheureux martyr Symphorien, qui était déserte et réduite à néant, des hommes dignes de foi rapportant y avoir vu des tanières de loups, de souris et d'oiseaux. Il la donne aux cénobites du monastère Saint-Paul de Cormery, présidé par l'abbé Robert. Il leur donne aussi le moulin, situé en contrebas sur l’Indre, les terres environnantes et une famille de serfs qui y était attachée.
Sur ses vestiges antérieurs, les moines font rebâtir la nef principale et l'abside de l’église, dans le style roman du XIe siècle. 
A la fin du XIIe siècle, la nef principale est rehaussée, et complétée au nord par le clocher, une nef latérale et une seconde abside.
En 1518, pour adapter la capacité de l'église à l'accroissement de population, deux travées viennent compléter la nef latérale nord jusqu'à une nouvelle façade en pignon, de style renaissance. Le marché d’agrandissement est conclu avec Estienne Rocher, maître maçon à Azay-le-Rideau.
Le 16 septembre 1603, Dame Antoinette Raffin, épouse de Monsieur Guy de Lansac, pose la première pierre de la chapelle seigneuriale ouverte dans le mur méridional de l'église et communiquant directement avec le parc du chateau. Cette chapelle sera achevée en 1617. 

## Description
Les plus anciens vitraux datent du XIXe siècle, œuvres de Lobin de Tours. Ceux du mur sud et de la chapelle ont été détruits durant la seconde guerre mondiale. Ils ont été remplacés en 1955 par des œuvres de Max Ingrand. Le vitral du pignon de la nef principale est de Jacques Grüber.   
Le mobilier du chœur (la croix, l'autel, l'ambon et les meubles de présidence) sont l'œuvre de Dominique Kaeppelin.
L'église est classée au titre des monuments historiques depuis 1908. Des restaurations en 1997 ont révélé des restes de fresques dans le chœur.

## Galerie

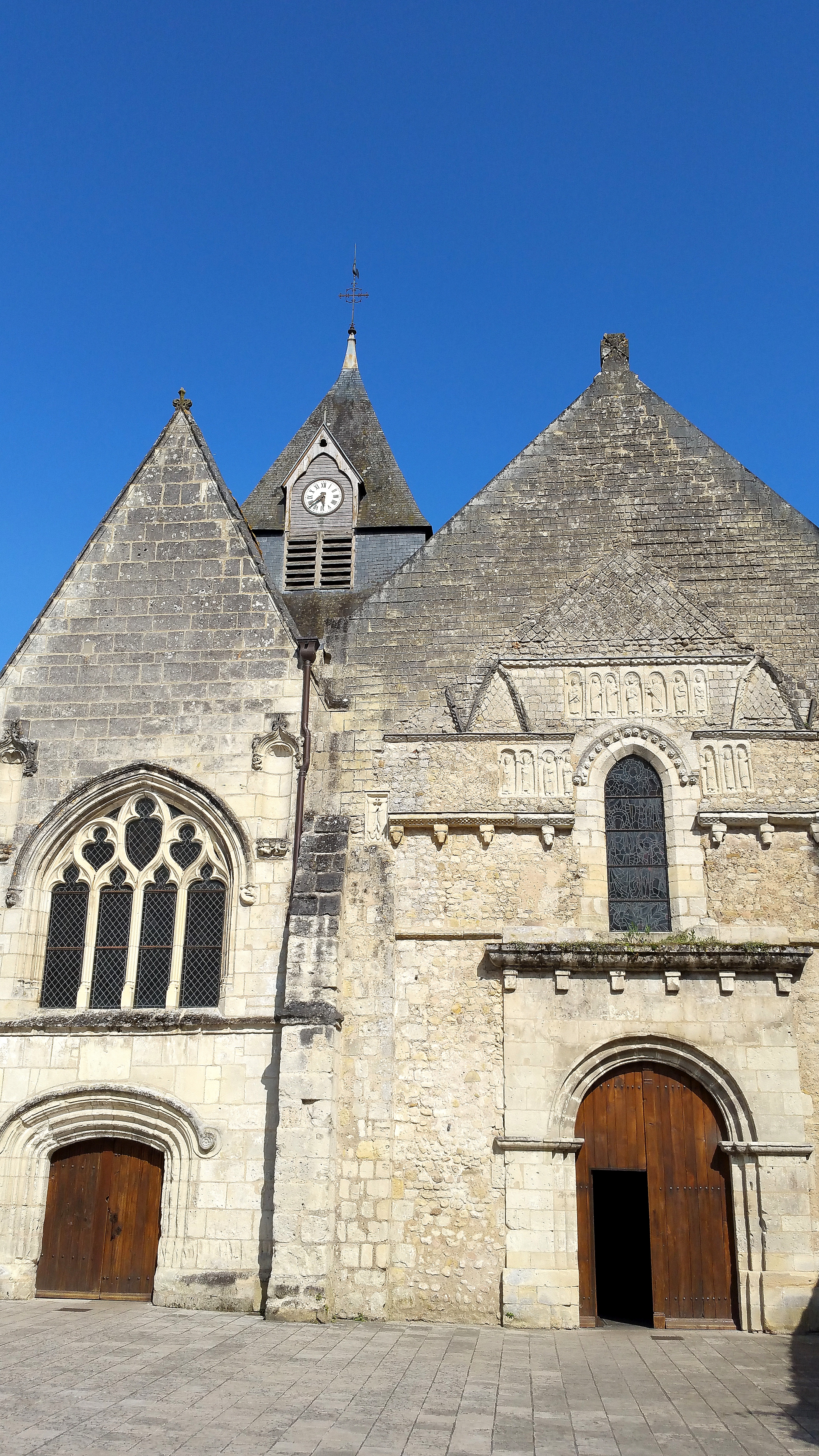
Façade à deux pignons
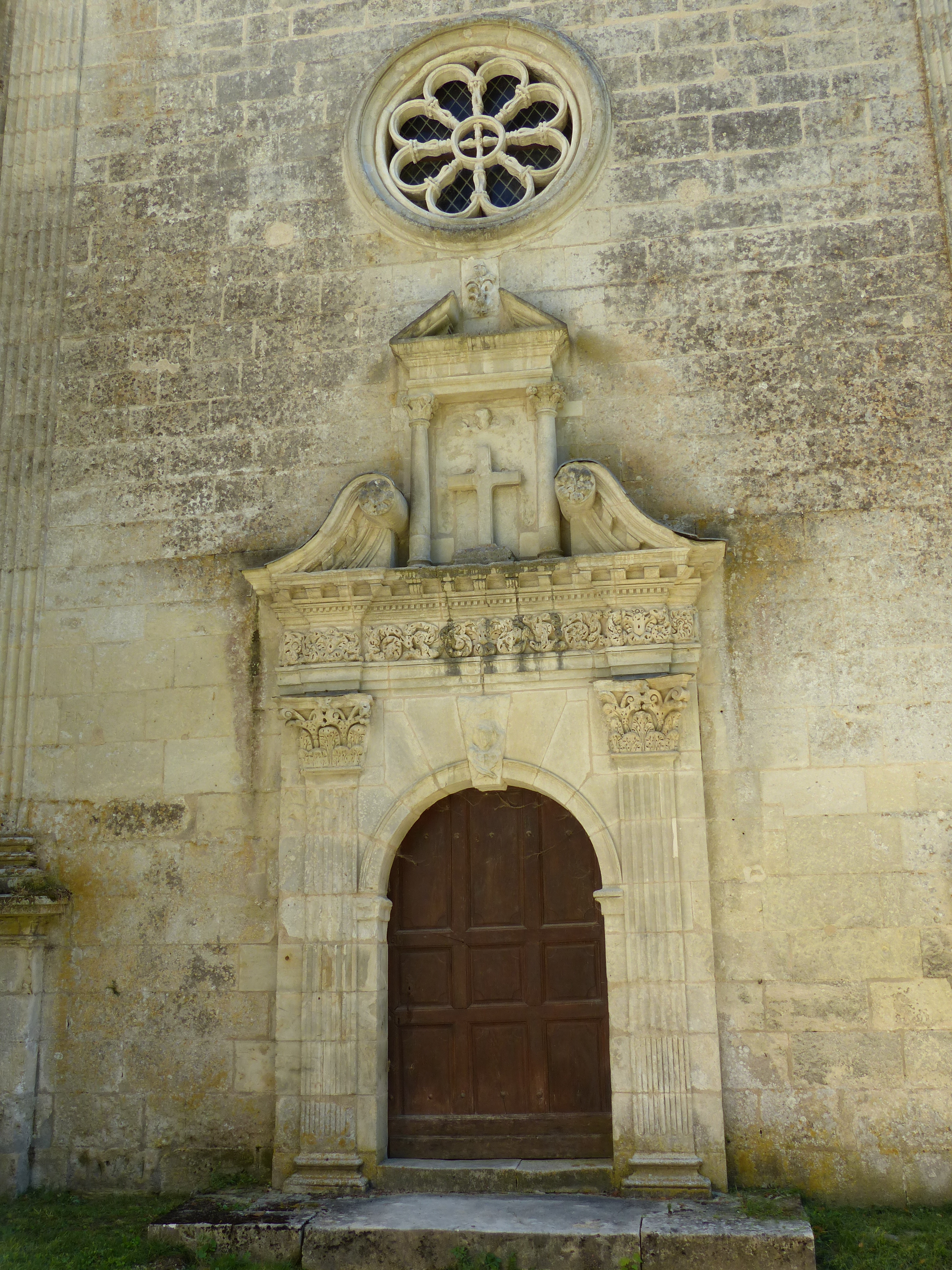
Porte latérale
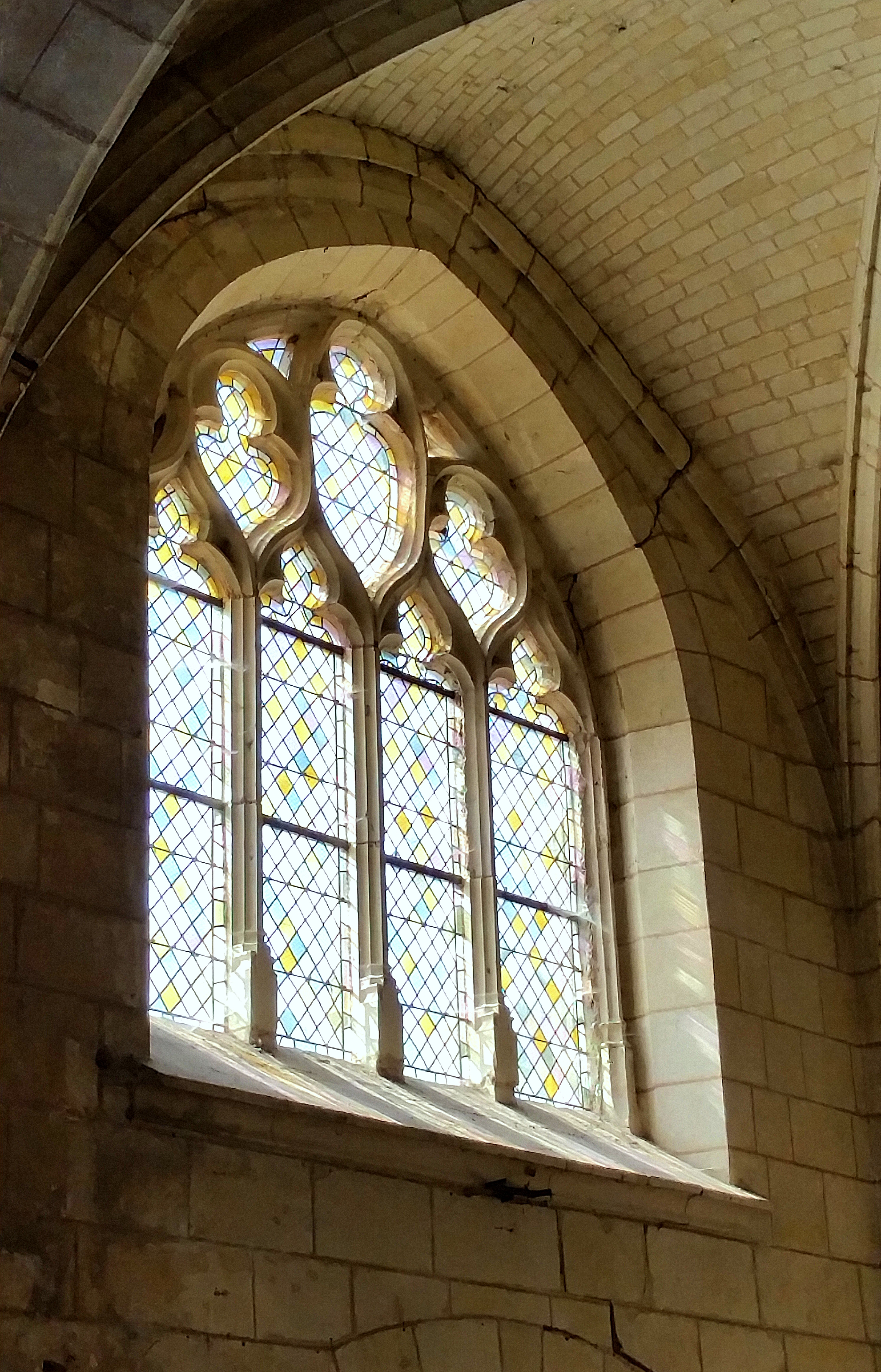
Fenêtre et vitrail de la façade
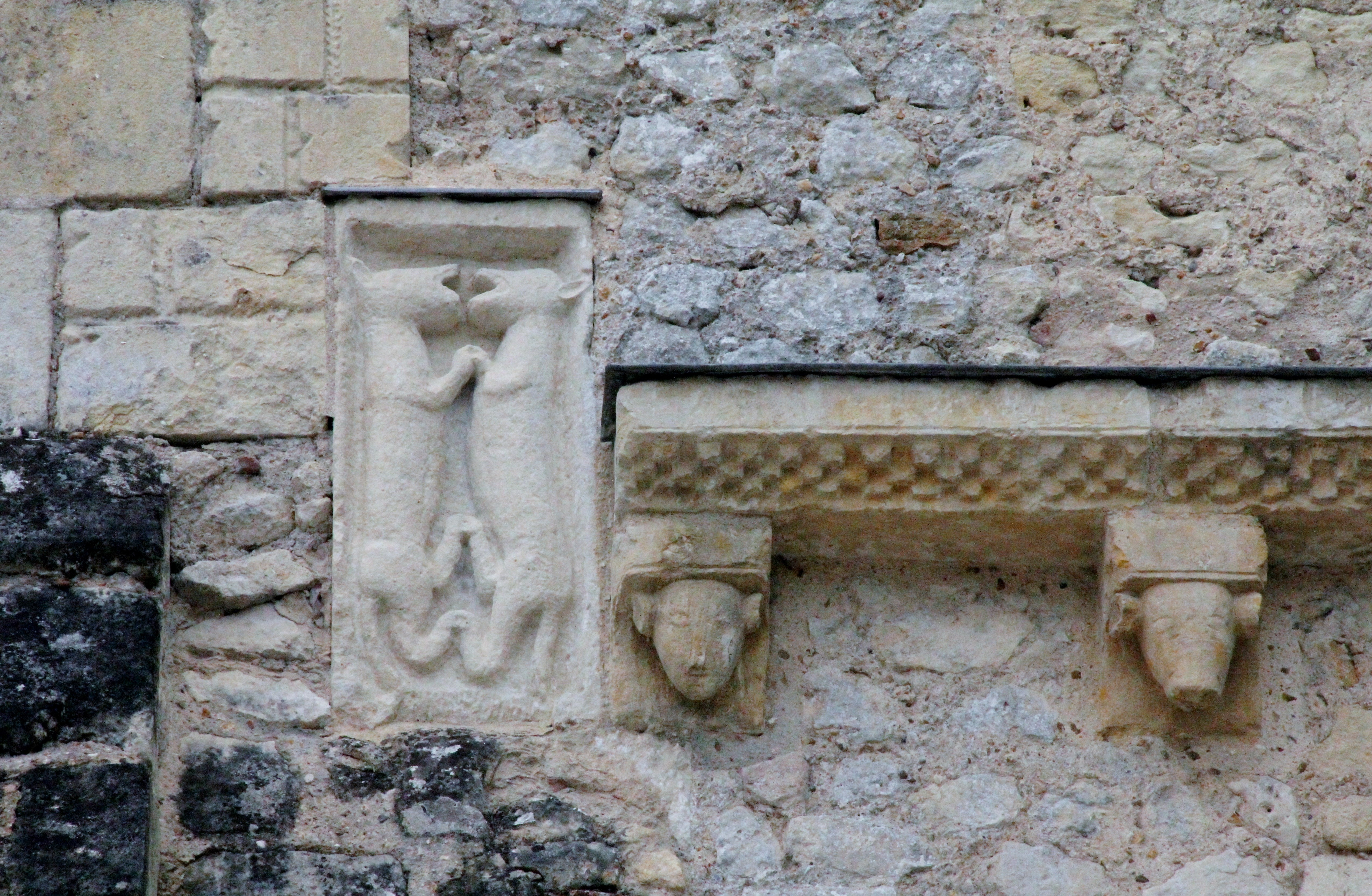
Détail de la façade